# Stadio comunale di Gyumri
Lo stadio comunale di Gyumri (in armeno Գյումրիի քաղաքային մարզադաշտ) è un impianto sportivo di Gyumri in Armenia e, in precedenza, in Unione Sovietica.
È utilizzato dallo Shirak per le sue partite interne, e ha una capienza complessiva di 2.844 posti, di cui 1.413 nella tribuna lato ovest e 1.431 in quella lato est.

## Storia
L'impianto è stato aperto per la prima volta nel 1924, diventando di fatto il primo stadio nella storia moderna dell'Armenia. Quando lo Shirak è stato fondato nel 1958, lo stadio è diventato fin da subito lo stadio casalingo del club. Nel 2011-2012 lo Shirak ha vinto qui la prima Coppa d'Armenia della sua storia battendo l'Impuls.
Tra il 2011 e il 2012 lo stadio è stato oggetto di alcuni lavori di rinnovamento, i quali gli hanno permesso di rispettare i parametri UEFA e di ospitare incontri internazionali.